# Macromitrium gracile
Macromitrium gracile är en bladmossart som beskrevs av Schwaegrichen 1823. Macromitrium gracile ingår i släktet Macromitrium och familjen Orthotrichaceae. Inga underarter finns listade i Catalogue of Life.